# Сан-П'єтро-ін-Амантеа
Сан-П'єтро-ін-Амантеа (італ. San Pietro in Amantea, сиц. Santu Pietru de la Mantia) — муніципалітет в Італії, у регіоні Калабрія, провінція Козенца.
Сан-П'єтро-ін-Амантеа розташований на відстані близько 440 км на південний схід від Риму, 50 км на північний захід від Катандзаро, 22 км на південний захід від Козенци.
Населення — 505 осіб (2014).
Щорічний фестиваль відбувається 24 серпня. Покровитель — Святий Варфоломій (San Bartolomeo).

## Демографія
Населення за роками:

Станом на 1 січня 2023 року в муніципалітеті офіційно проживало 27 іноземців з 8 країн, серед них 2 громадяни країн Євросоюзу та 1 громадянин України.

## Сусідні муніципалітети
- Аєлло-Калабро
- Амантеа
- Бельмонте-Калабро
- Лаго
- Серра-д'Аєлло